# Solotuchino (Kursk)
Solotuchino (russisch Золотухино) ist eine Siedlung städtischen Typs in der Oblast Kursk in Russland mit 4702 Einwohnern (Stand 14. Oktober 2010).

## Geographie
Der Ort liegt etwa 40 km Luftlinie nordnordöstlich des Oblastverwaltungszentrums Kursk am Flüsschen Snowa, das über die Tuskar dem Seim zufließt.
Solotuchino ist Verwaltungszentrum des Rajons Solotuchinski sowie Sitz und einzige Ortschaft der Stadtgemeinde (gorodskoje posselenije) Possjolok Solotuchino.

## Geschichte
Der Ort wurde erstmals Mitte des 19. Jahrhunderts als Dorf im Ujesd Schtschigry des Gouvernements Kursk urkundlich erwähnt. Nach der Vorbeiführung der Eisenbahnstrecke Moskau – Charkow Ende der 1860er-Jahre entstand bei der dort eröffneten Bahnstation eine gleichnamige Stationssiedlung.
Die Siedlung kam 1928 zum neugebildeten Swobodinski rajon mit Sitz im 13 km südwestlich gelegenen Ort Swoboda. Bereits 1929 wurde der Verwaltungssitz nach Solotuchino verlegt, und der Rajon entsprechend umbenannt. Im Zweiten Weltkrieg war die Siedlung von Ende Oktober 1941 bis 3. Februar 1943 von der deutschen Wehrmacht besetzt.
1967 erhielt der Ort den Status einer Siedlung städtischen Typs.

### Bevölkerungsentwicklung
| Jahr | Einwohner |
| ---- | --------- |
| 1897 | 638       |
| 1939 | 2386      |
| 1959 | 3243      |
| 1970 | 4480      |
| 1979 | 4825      |
| 1989 | 5447      |
| 2002 | 4999      |
| 2010 | 4702      |
| 2021 | 4487      |

Anmerkung: Volkszählungsdaten

## Verkehr
Solotuchino besitzt einen Bahnhof bei Kilometer 498 der auf diesem Abschnitt 1868 eröffneten und seit 1959 elektrifizierten Eisenbahnstrecke Moskau – Kursk – Belgorod – Charkiw (Ukraine).
Durch die Siedlung verläuft die Regionalstraße 38K-018, die von Kursk kommend und weitgehend der Bahnstrecke folgend weiter in das nördlich benachbarte Rajonzentrum Ponyri führt. Einige Kilometer südwestlich zweigt die 38K-039 zur gut 30 km westlich verlaufenden föderalen Fernstraße M2 bei Fatesch ab.